# Vedat Bora
Vedat Bora (Gebze, 27 gennaio 1995) è un calciatore turco, centrocampista dell'Isparta 32.

## Caratteristiche tecniche
Centrocampista molto dinamico abile nel recupero palla e nell'impostazione del gioco, possiede un'ottima tecnica individuale; è particolarmente bravo nel lancio lungo, nel controllo palla e nel tiro.

## Statistiche

### Presenze e reti nei club
Statistiche aggiornate al 28 dicembre 2017.
| Stagione         | Squadra              | Campionato       | Campionato | Campionato | Coppe nazionali | Coppe nazionali | Coppe nazionali | Coppe continentali | Coppe continentali | Coppe continentali | Altre coppe | Altre coppe | Altre coppe | Totale | Totale |
| Stagione         | Squadra              | Comp             | Pres       | Reti       | Comp            | Pres            | Reti            | Comp               | Pres               | Reti               | Comp        | Pres        | Reti        | Pres   | Reti   |
| ---------------- | -------------------- | ---------------- | ---------- | ---------- | --------------- | --------------- | --------------- | ------------------ | ------------------ | ------------------ | ----------- | ----------- | ----------- | ------ | ------ |
| 2013-2014        | Anadolu Selçukluspor | 2. Lig           | 30         | 2          | TK              | 2               | 0               | -                  | -                  | -                  | -           | -           | -           | 32     | 2      |
| 2014-2015        | Konyaspor            | SL               | 8          | 0          | TK              | 6               | 1               | -                  | -                  | -                  | -           | -           | -           | 14     | 1      |
| 2015-gen. 2016   | Konyaspor            | SL               | 7          | 0          | TK              | 4               | 0               | -                  | -                  | -                  | -           | -           | -           | 11     | 0      |
| gen.-giu. 2016   | Giresunspor          | 1. Lig           | 5          | 0          | TK              | 1               | 0               | -                  | -                  | -                  | -           | -           | -           | 6      | 0      |
| 2016-gen. 2017   | Konyaspor            | SL               | 0          | 0          | TK              | 2               | 0               | -                  | -                  | -                  | -           | -           | -           | 2      | 0      |
| gen.-giu. 2017   | Samsunspor           | 1. Lig           | 13         | 0          | TK              | -               | -               | -                  | -                  | -                  | -           | -           | -           | 13     | 0      |
| 2017-2018        | Konyaspor            | SL               | 7          | 0          | TK              | 3               | 1               | UEL                | 2                  | 0                  | TSK         | 0           | 0           | 12     | 1      |
| Totale Konyaspor | Totale Konyaspor     | Totale Konyaspor | 22         | 0          |                 | 15              | 2               |                    | 2                  | 0                  |             | 0           | 0           | 39     | 2      |
| Totale carriera  | Totale carriera      | Totale carriera  | 70         | 2          |                 | 18              | 2               |                    | 2                  | 0                  |             | 0           | 0           | 90     | 4      |

## Palmarès

### Club

#### Competizioni nazionali
- Supercoppa di Turchia: 1

Konyaspor: 2017